# Jóhann Magnús Bjarnason

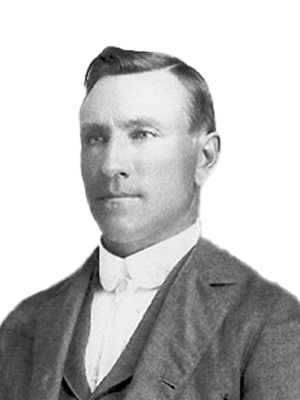
Jóhann Magnús Bjarnason – isländischer Schriftsteller, Dichter und Lehrer

Jóhann Magnús Bjarnason (* 24. Mai 1866 in Meðalnes, Norður-Múlasýsla; † 8. September 1945 in Elfros, Kanada) war ein isländischer Schriftsteller.

## Leben
Jóhann Magnús war der Sohn westisländischer Bauern. 1875 wanderte die Familie nach Kanada aus, wo sie sich in Nova Scotia und später in New Iceland, Manitoba niederließ. Nachdem er sich zuvor als Gelegenheitsarbeiter durchgeschlagen hatte, wurde Jóhann Magnús 1889 Lehrer. Bis 1922 unterrichtete er die Kinder isländischer Einwanderer, danach lebte er bis zu seinem Tod zurückgezogen in Elfros, Saskatchewan.
Jóhann Magnús schrieb auch Gedichte, Kurzgeschichten und Dramen, als bedeutendste Werke gelten jedoch seine Romane. Wesentlichstes Thema in seiner Dichtung ist Auswanderung. Seine gesammelten Werke erschien in sechs Bänden von 1942 bis 1973.

## Werke
Romane
- Eiríkur Hansson (1899)
- Brazilíufaranir (erster Band 1905, zweiter Band 1908)

Gesammelte Werke
- Ritsafn (sechs Bände, 1942–1973)